# Géographie du Suriname
Situé au nord du Brésil, le Suriname est limité à l'ouest par le Guyana, à l'est par la Guyane et au nord par l'océan Atlantique. Le Suriname est par la taille l'avant-dernier État d'Amérique du Sud, soit 163 000 km2 de superficie, devant la Guyane (91 000 km2), et équivalent tout de même à près de quatre fois la superficie des Pays-Bas. Le Suriname est boisé à 96 %, la population est concentrée sur le littoral. La capitale du pays est Paramaribo. Le pays est divisé en dix districts : Brokopondo, Commewijne, Coronie, Marowijne, Nickerie, Para, Paramaribo, Saramacca, Sipaliwini et Wanica. La surface forestière représente 94,6 % du territoire du pays, ce qui en fait le premier pays au monde quant au pourcentage d'espace forestier.

## Géographie administrative
| District   | Population (Estimation 2004) | Superficie (km2) |
| ---------- | ---------------------------- | ---------------- |
| Brokopondo | 8 553                        | 7 364            |
| Commewijne | 25 908                       | 2 353            |
| Coronie    | 4 065                        | 3 902            |
| Marowijne  | 20 950                       | 4 627            |
| Nickerie   | 42 377                       | 5 353            |
| Para       | 15 577                       | 5 393            |
| Paramaribo | 220 306                      | 183              |
| Saramacca  | 14 107                       | 3 636            |
| Sipaliwini | 30 203                       | 130 567          |
| Wanica     | 78 696                       | 442              |